# Bokokius penicillatus
Genre
Espèce
Bokokius penicillatus, unique représentant du genre Bokokius, est une espèce d'araignées aranéomorphes de la famille des Salticidae.

## Distribution
Cette espèce est endémique de Bioko en Guinée équatoriale.

## Publication originale
- Roewer, 1942 : Opiliones, Pedipalpi und Araneae von Fernando Poo. 21. Beitrag zu den wissenschaftlichen Ergebnissen der Westafrika Expedition Edimann 1939/40. Veröffentlichungen aus dem Deutschen Kolonial- und Übersee-Museum in Bremen, vol. 3, p. 244-258 .